# Kid ’n Play

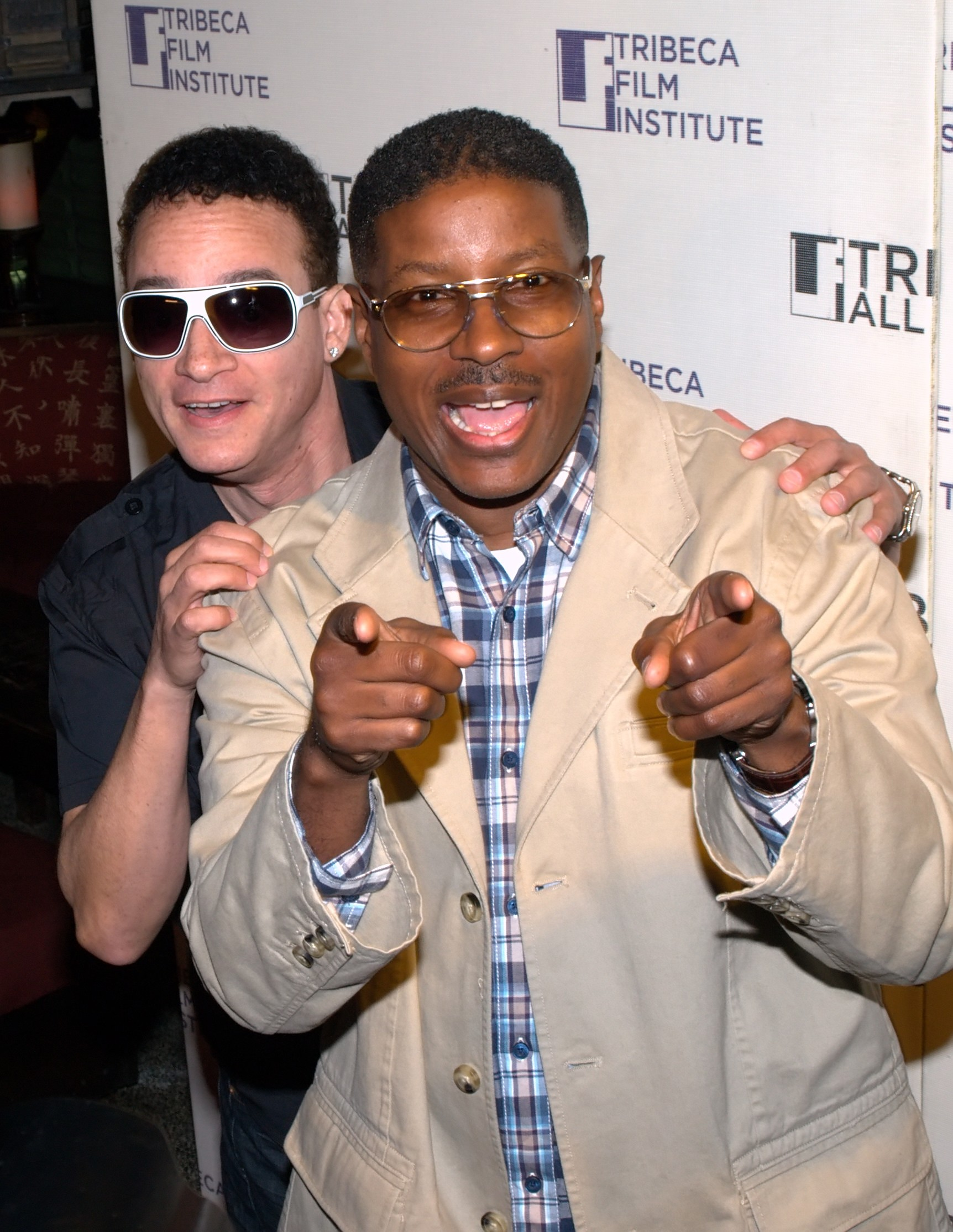
Kid 'n Play auf dem Tribeca Film Festival (2010)

Kid 'n Play war ein Hip-Hop- und Comedy-Duo aus New York das seine größte Beliebtheit in den späten 1980er und frühen 1990er Jahren erlebte. Das Duo bestand aus Christopher „Kid“ Reid (* 5. April 1964 in der Bronx, New York, NY) und Christopher „Play“ Martin (* 10. Juli 1962 in Queens, New York, NY)

## Karriere
Neben ihrer erfolgreichen Musikkarriere sollte auch ihre Filmkarriere beachtet werden. Sie produzierten einige Comedy Filme mit Schwerpunkt Musik in den frühen 1990er Jahren und hatten sogar einen eigenen NBC Saturday Morning Cartoon „Kid 'n Play“ von 1990 bis 1991. Kid 'n Play drehten gemeinsam vier Filme, wovon drei auf die „House Party“ Reihe entfallen. Alle ihre Filme basierten auf Hip-Hop Charakteren oder Themen bezüglich Hip-Hop. Sie erschienen ebenfalls auf den Soundtracks der Filme.
Kid und Play trennten sich Mitte der 1990er Jahre. Kid verfolgte weiterhin die Schauspielerei, war Gast in einigen Sitcoms, die bekannteste davon „Sister, Sister“, und moderierte einige Fernsehshows wie „It's Showtime at the Apollo“ und „Your Big Break“. Play kehrte zum Christentum zurück und arbeitete an christlichen Hip-Hop Projekten.

## Diskografie

### Studioalben
| Jahr | Titel           | Höchstplatzierung, Gesamtwochen, AuszeichnungChartplatzierungen (Jahr, Titel, Platzierungen, Wochen, Auszeichnungen, Anmerkungen) | Höchstplatzierung, Gesamtwochen, AuszeichnungChartplatzierungen (Jahr, Titel, Platzierungen, Wochen, Auszeichnungen, Anmerkungen) | Anmerkungen                              |
| Jahr | Titel           | UK | US | Anmerkungen                              |
| ---- | --------------- | --- | --- | ---------------------------------------- |
| 1988 | 2 Hype          | — | US96 Gold · (47 Wo.)US | Erstveröffentlichung: 21. Oktober 1988   |
| 1990 | Funhouse        | — | US58 Gold · (12 Wo.)US | Erstveröffentlichung: 13. März 1990      |
| 1991 | Face the Nation | — | US144 (11 Wo.)US | Erstveröffentlichung: 24. September 1991 |

### Singles
| Jahr | Titel Album                             | Höchstplatzierung, Gesamtwochen, AuszeichnungChartplatzierungen (Jahr, Titel, Album, Platzierungen, Wochen, Auszeichnungen, Anmerkungen) | Höchstplatzierung, Gesamtwochen, AuszeichnungChartplatzierungen (Jahr, Titel, Album, Platzierungen, Wochen, Auszeichnungen, Anmerkungen) | Anmerkungen                          |
| Jahr | Titel Album                             | UK | US | Anmerkungen                          |
| ---- | --------------------------------------- | --- | --- | ------------------------------------ |
| 1987 | Last Night 2 Hype                       | UK71 (3 Wo.)UK | — | Erstveröffentlichung: Juli 1987      |
| 1988 | Do This My Way 2 Hype                   | UK48 (3 Wo.)UK | — | Erstveröffentlichung: März 1988      |
| 1988 | Gittin’ Funky 2 Hype                    | UK55 (3 Wo.)UK | — | Erstveröffentlichung: September 1988 |
| 1989 | 2 Hype                                  | UK88 (1 Wo.)UK | — | Erstveröffentlichung: Januar 1989    |
| 1991 | Ain’t Gonna Hurt Nobody Face the Nation | — | US51 (19 Wo.)US | Erstveröffentlichung: November 1991  |

## Filmografie
- 1990–1991: Kid ’N Play
- 1990: House Party
- 1991: House Party 2
- 1992: Class Act
- 1994: House Party 3
- 2013: House Party: Tonight’s the Night